# Acanthogonatus pissii
Acanthogonatus pissii là một loài nhện trong họ Nemesiidae.
Acanthogonatus pissii được miêu tả năm 1889 bởi Simon.